# یواس‌اس تورنتون (دی‌دی-۲۷۰)
یواس‌اس تورنتون (دی‌دی-۲۷۰) (به انگلیسی: USS Thornton (DD-270)) یک کشتی بود که طول آن ۳۱۴ فوت ۴ ۱⁄۲ اینچ (۹۵٫۸ متر) بود. این کشتی در سال ۱۹۱۹ ساخته شد.